# Thomas Dekker (dramatiker)
Thomas Dekker, född omkring 1572, död omkring 1632, var en engelsk dramatiker och pamflettförfattare.
På grund av ekonomiska bekymmer satt Dekker sex år i fängelse för sina skulder.[källa behövs]

## Verk
"The Witch of Edmonton" skrevs tillsammans med William Rowley och John Ford. Den baseras på den verkliga historien om Elizabeth Sawyer från Edmonton som avrättades för häxeri i april 1621. Redan hösten samma år spelas pjäsen om henne. Författarna tror själva på häxor men visar psykologiskt trovärdigt hur en hatad och fattig kvinna som skälls för häxa till slut blir det.
Eventuellt är Dekker också författare till komedin "The Merry Devil of Edmonton". På den tiden angavs ibland inget författarnamn till publicerade pjäser.
Annars skildrar Dekker London i sina pjäser. "The Honest Whore" utspelas i Milano men samtidigt nämns kvinnofängelset Bridewell och sinnessjukhuset Belam. När andra flydde från London under pestepidemin 1625 skrev Dekker en pamflett där han kritiserade denna fega flykt.
Folklustspelet "The Shoemaker's Holiday" hade beställts av skomakarnas gille till ett jubileum 1599. Med humor och värme skildras Londons hantverkare och deras vardagliga liv.

## Verk översatta till svenska
- Alla skomakares dag: eller En comedie om den ädla skomakarkonsten med den muntra historien om Simon Eyre, skomakaren, som blev lord mayor av London, för svensk teater av Sven Hallström, 1947
- Häxan i Edmonton, i "Två engelska renässanstragedier", översättning av Viveka Heyman, 1964